# 電子電離
電子電離（Electron Ionization，EI；曾称作電子撞擊，Electron Impact）是一種離子化方法。它通过高能電子與氣相粒子作用以產生離子。這種技術被廣泛用於質譜分析，特別是氣體和揮發性有機分子。

## 反應原理
由鎢或錸的加熱燈絲產生的電子束與樣品氣體分子碰撞時，會使氣體分子的一個電子解離，並產生對應於被分析的樣品相對分子量的帶正電荷離子。
電子在燈絲和入口處的離子源之間的區域加速到70伏特，然後由加速的電子吸引到阱電極集中成光束。它包含中性分子樣品，並引入到在垂直方向上的電子束離子源。
高能量的電子（接近通路硬電離源），使得在電場周圍的中性分子有大的波動，並誘導電離和碎裂。基團的陽離子產物被朝向質量分析儀，是一個排斥電極。電離過程得出的碎片離子，會由下面的分析儀檢測和處理信號，傳送有關分析物的結構信息所產生的可預測的裂解反應。
離子化效率和生產碎片離子的強烈依賴於電子的分析物和能量的化學反應。在低能量時（大約20 伏特），電子和分析物分子之間的相互作用不能傳輸足夠的能量使分析物離子化；在能量為大約70電子伏特的電子的德布羅意波長與有機分子典型鍵的長度相匹配時（約0.14 納米），能量轉移到有機分析物分子被最大化，從而導致最強烈的電離和碎裂。在更高的能量時，電子的德布羅意波長變得比在典型的被分析物的鍵長變小；分子則變得對電子“透明”，離子化效率降低。
質譜分析法是產生離子最常用的方法，特別適用於揮發性的分子，因爲該方法是利用一高能電子束轟擊樣品，而由於試樣游離前須先氣化，故揮發性太低之化合物不適用此法。

## 優缺點
電子電離（EI）的優點包括已被完善建立有數據庫可使用，可與GC儀器一起，容易操作用於分析不溶性、非極性樣品，且較無污染的問題；缺點則包括樣品需要具有揮發性、熱穩定性，且需要學習使用探針並熟練。